# Patricia Hall
Patricia Hall (* 16. Oktober 1982) ist eine jamaikanische Sprinterin, die sich auf den 400-Meter-Lauf spezialisiert hat.
2011 wurde sie Zentralamerika- und Karibik-Vizemeisterin. Bei den Leichtathletik-Weltmeisterschaften in Daegu trug sie durch ihren Einsatz im Vorlauf dazu bei, dass die jamaikanische Mannschaft die Silbermedaille in der 4-mal-400-Meter-Staffel gewann.

## Persönliche Bestzeiten
- 200 m: 23,07 s, 4. Juni 2011, Clermont
  - Halle: 23,57 s, 24. Februar 2006, Gainesville
- 400 m: 51,40 s, 26. Juni 2011, Kingston
  - Halle: 51,96 s, 10. Februar 2006, Fayetteville
- 400 m Hürden: 57,65 s, 11. Juli 1999, Tampa